# FS Polarstern
Le FS (Forschungsschiff) Polarstern : navire de recherche Étoile polaire, en allemand, est un navire océanographique et brise-glace allemand  de l'Institut Alfred Wegener pour la recherche polaire et marine de Bremerhaven. Le Polarstern fut commissionné en 1982, et est principalement utilisé pour des recherches en Arctique et Antarctique.
D'une longueur de 118 m, il a été construit à Kiel et Rendsburg.
Le Polarstern possède une double coque. Il peut être opérationnel jusqu'à une température extérieure de −50 °C et peut briser une banquise de 1,5 mètre d'épaisseur à une vitesse de 5 nœuds. De la glace plus épaisse doit être cassée par ramming (technique du bélier).
Un successeur sera construit à Wismar d'ici 2030 par ThyssenKrupp Marine Systems,.

## Expéditions
- La mission MOSAiC, débutée le 20 septembre 2019 est une expédition scientifique d’une année entière à bord du Polarstern. Plus de 300 scientifiques de 20 nations y ont participé et étudié l'ensemble du système climatique dans le centre de l’Arctique. Ils ont recueilli des données sur cinq sous-domaines : l’atmosphère, la glace de mer (banquise ou iceberg), l’océan, les écosystèmes et la biogéochimie[3].
- Après une année de recherche scientifique passé dans les eaux glaciales de l’Arctique, le Polarstern a fait son retour en Allemagne au port de Bremerhaven. De cette expédition, il émane le problème de la fonte de la banquise provoquée par le réchauffement climatique[4].

## Galerie

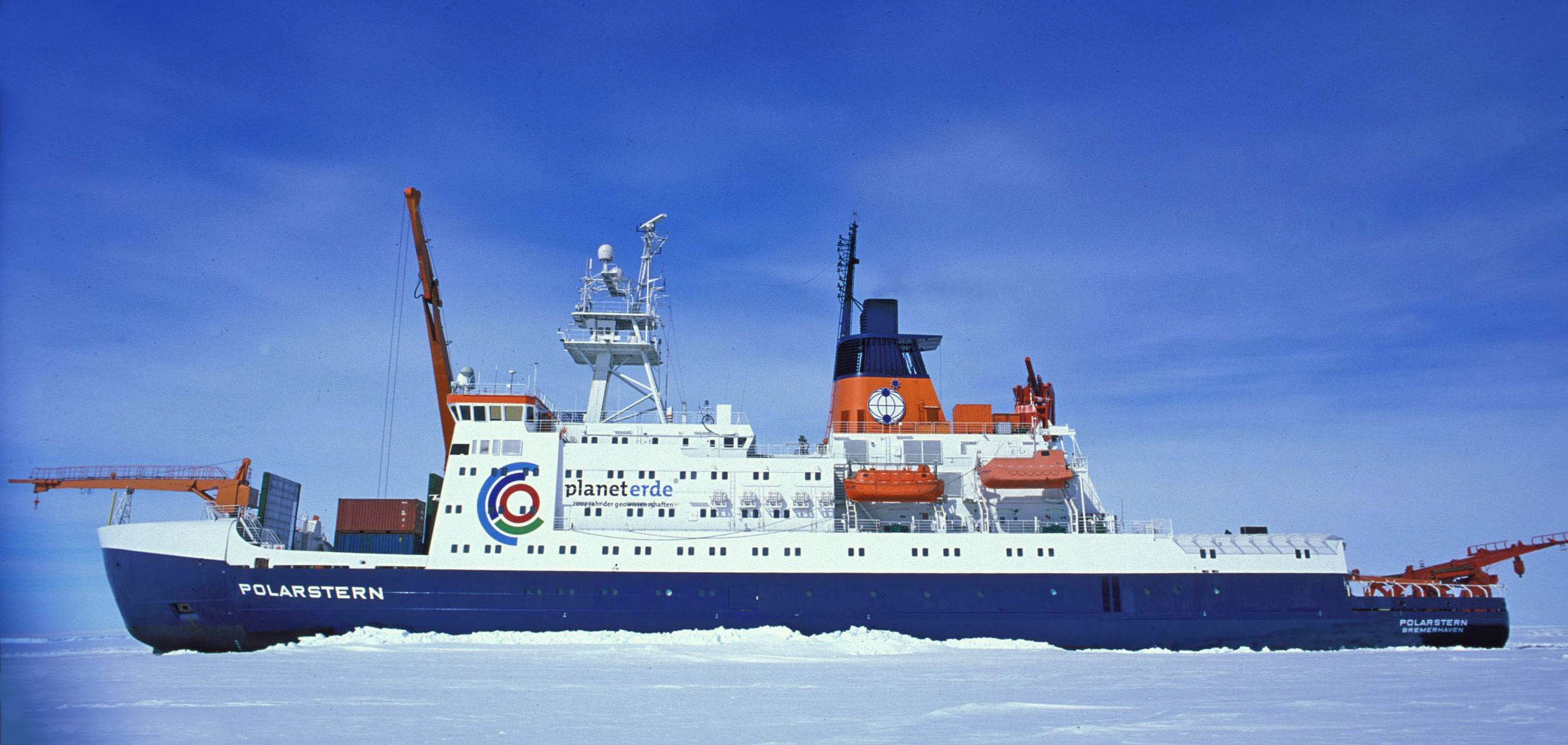
Le Polarstern
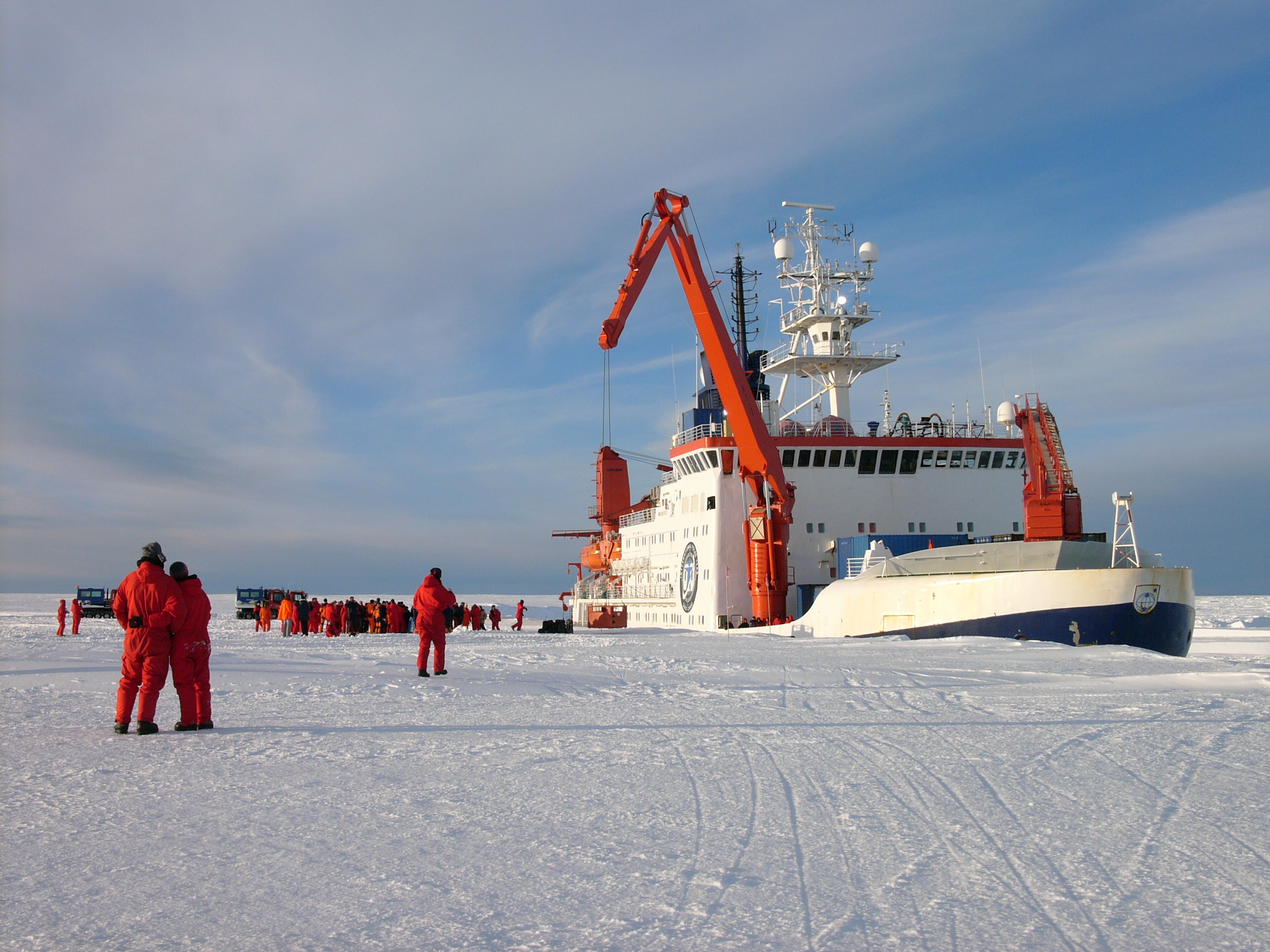
Le Polarstern en Antarctique ravitaillant la base Neumayer